# Сен-Жан-де-Люз

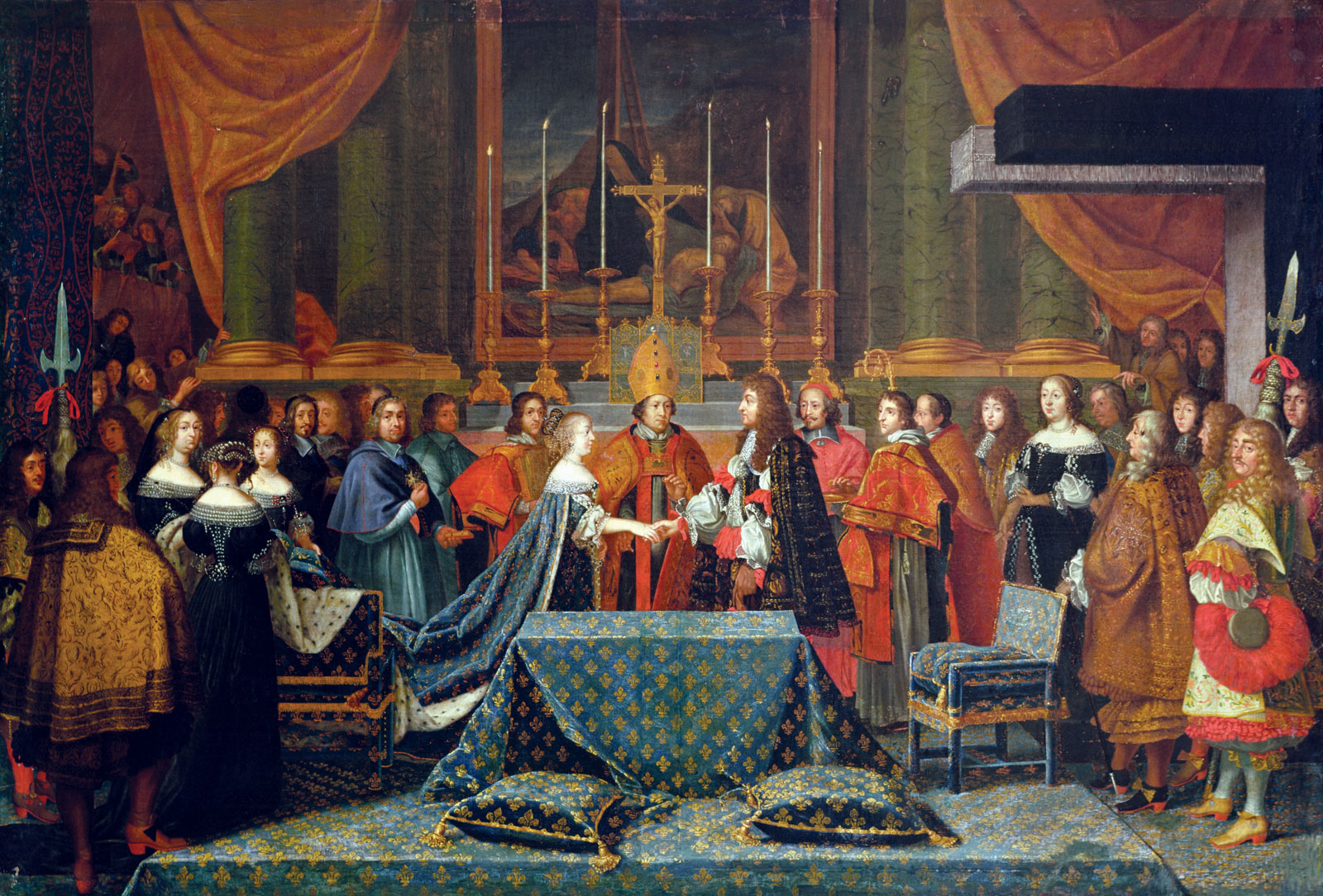
Венчание Людовика XIV с инфантой Марией Терезией

Сен-Жан-де-Люз (фр. Saint-Jean-de-Luz, окс. Sent Joan de Lus, баск. Donibane Lohizune) — город и коммуна на юго-западе Франции, административный центр одноимённого кантона в департаменте Атлантические Пиренеи.
Город входит в состав округа Байонна и лежит на побережье Атлантического океана в Бискайском заливе на правом берегу реки Нивель.
Подобно многим портовым городам Северной Страны басков, Сен-Жан-де-Люз прежде активно участвовал в трансатлантической торговле с французскими колониями Вест-Индии. Здесь, в частности, взошла звезда Жана-Жозефа Делаборда… Город имеет типично-баскскую архитектуру, особенно на набережной: крытые черепицей дома и узкие улочки. Интересна своей застройкой и площадь Людовика XIV… Этот рыболовецкий порт до сих пор ведёт промысел тунца. Каждый год в начале июля здесь устраивается «Праздник тунца».
Сен-Жан-де-Люз — известный курортный город, славящийся своими песчаными пляжами и отличной кухней. В Сен-Жан-де-Люзе расположен центр талассотерапии «Hélianthal». Город расположен к югу от курорта Биарриц. На другом берегу реки Нивель расположен приморский курорт Сибур, к востоку — бальнеотерапевтический курорт Камбо-ле-Бен.

## Климат
Климат морской. Зима очень мягкая: средняя температура января около 6,6 °C. Лето теплое: средняя температура июля около 20,6° С. Осадков около 770 мм в год. Температура воды летом 20-22° С.

## Достопримечательности
- Замок-отель Шато д’Уртубье (Chateau d’Urtubie) постройки 1341 года, в XVI и XIX веках был расширен. Это — фамильный замок графов де Кораль. В 1341 году Мартин де Тартас, сеньор д’Уртубье, получил от английского короля Эдуарда III, герцога Аквитанского, разрешение на постройку каменного замка. В 1463 году в замке в течение месяца гостил французский король Людовик XI. В 1654 году Людовик XIV возвел владельца Уртубье в виконты. В течение нескольких веков владельцы замка перестраивали и улучшали его. Замок богато украшен оригинальными полотнами, гобеленами и охотничьими трофеями, сохранились мебель и даже старинная посуда. 10 комнат переделаны в отель, другая часть используется нынешними хозяевами как жилье, однако обстановка осталась прежней, как и много веков назад. В 1974 году владению был присвоен статус исторического монумента.
- Церковь Иоанна Крестителя — в 1660 году здесь французский король Людовик XIV обвенчался с испанской инфантой Марией Терезией.
- Ботанический сад.

## Знаменитые земляки и жители города
- Жан-Жозеф Делаборд — баскский арматор, жертва якобинского террора.
- Джордж Гиссинг — английский писатель.
- Биксант Лизаразю — французский футболист.
- Закариас Муссауи — исламский террорист.
- Морис Равель — французский композитор, его именем названа городская музыкальная академия.
- Эрнест Хорнунг — английский писатель.